# Full Contact (film, 1990)
Pour les articles homonymes, voir Full Contact.
Pour plus de détails, voir Fiche technique et Distribution.
Full Contact est un film américain réalisé par Sheldon Lettich, sorti en 1990.

## Synopsis
François Gaultier, un misérable trafiquant de drogue, est brûlé vif par un gang. À l'hôpital, il demande à sa femme de contacter son frère Léon. Ce dernier se trouve dans la Légion étrangère en Afrique du Nord. Il déserte pour rejoindre les États-Unis. Là, il fait la connaissance de Joshua, qui le fait participer à des combats clandestins de full contact. Léon gagne assez d'argent pour traverser le pays et retrouver la famille de son frère.

## Fiche technique
- Titre : Full contact
- Titre original : Lionheart
- Autre titres [1]:
  -  Australie : Wrong Bet
  -  Canada : Cœur de Lion
  -  France (vidéo) : Full contact
  -  Royaume-Uni : A.W.O.L.: Absent Without Leave
- Réalisation : Sheldon Lettich
- Scénario : Sheldon Lettich et Jean-Claude Van Damme
- Sociétés de production : Wrong Bet Productions / Imperial Entertainment
- Production : Eric Karson, Ash R. Shah, Anders P. Jensen, Sundip R. Shah et Sunil R. Shah
- Musique : John Scott, Ken Tamplin et Stephen Edwards
- Photographie : Robert C. New
- Montage : Mark Conte
- Décors : Gregory Pickrell
- Costumes : Joseph A. Porro
- Pays d'origine : États-Unis
- Format : Couleurs - 1,85:1 - Dolby - 35 mm
- Genre : Action, Drame
- Durée : 105 minutes / 109 minutes (version Scommessa Vincente)
- Budget : 6 millions de dollars
- Dates de sortie : 
  - 1er mars 1990 (Argentine)
  - 1er août 1990 (France)
  - 11 janvier 1991 (États-Unis)

## Distribution
- Jean-Claude Van Damme (VF : Bernard Bollet) : Leon Gaultier (Lyon Gaultier en V.F)
- Harrison Page : Joshua
- Deborah Rennard : Cynthia
- Lisa Pelikan (en) : Hélène Gaultier
- Ashley Johnson : Nicole Gaultier
- Brian Thompson (VF : José Luccioni) : Russell
- Abdel Qissi : Attila
- Voyo Goric : Sergent Hartog
- Michel Qissi : Moustafa
- George McDaniel : Adjudant
- Eric Karson : Docteur
- Ash Adams : François
- William T. Amos : Dealer
- Roz Bosley : Infirmière
- Dennis Rucker : Légionnaire irlandais
- Billy Blanks : Légionnaire africain

## Autour du film
- Le tournage s'est déroulé à Jean, Los Angeles et New York.
- C'est la 4e collaboration entre Van Damme et Michel Qissi, après Break Street 84, Bloodsport et Kickboxer, les deux acteurs feront beaucoup plus tard un autre film intitulé Kickboxer: Vengeance.
- C'est Abdel, le frère de Michel Qissi, qui interprète Attila et le seul film que les 2 frères jouent ensemble sans avoir de scènes communes.
- Le film sorti en bluray est raccourci avec un certain nombre de scènes manquantes. Seulement la version Lionheart Scommessa Vincente en bluray est en version intégrale. Aussi en intégrale blu ray espagnole Lionheart El Luchador
- En 2001, Van Damme, Abdel Qissi et Brian Thompson feront un autre film qui sera The Order.